# Schönbach (Saxe)
Pour les articles homonymes, voir Schönbach.
Schönbach est une commune de Saxe (Allemagne), située dans l'arrondissement de Görlitz, dans le district de Dresde.